# Alma Katsu

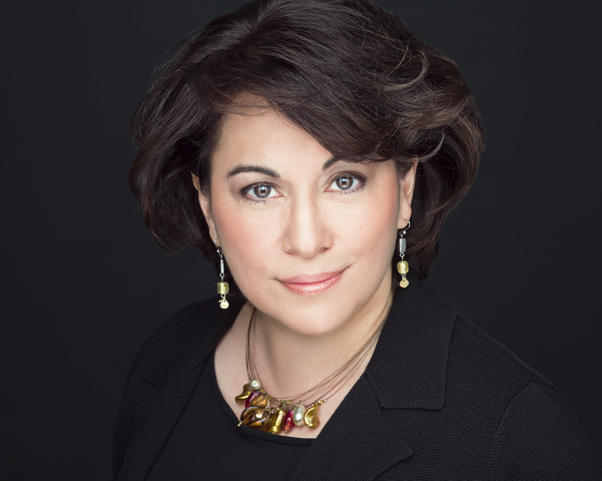
Alma Katsu, 2007

Alma Katsu (* 29. November 1959 in Fairbanks, Alaska, USA) ist eine US-amerikanische Autorin. Ihr bekanntestes Buch ist The Taker, ein Roman, der historische und Fantasy-Elemente integriert. 2011 veröffentlicht, wurde er von der American Library Association als einer der zehn besten Debütromane des Jahres ausgezeichnet. Ihre Bücher wurden in über ein Dutzend Sprachen übersetzt, und erschienen unter anderem in Großbritannien, Brasilien, Spanien und Italien.
Nach einer 29-jährigen Tätigkeit in der US-Bundesregierung arbeitete sie in verschiedenen Positionen im Bereich Nachrichtendienst und Außenpolitik mit Schwerpunkt auf Technologiefragen. Seit 2012 ist sie als Senior Policy Analyst für die RAND Corporation tätig.

## Leben
Katsu wurde in Fairbanks, Alaska, geboren. Ihr Vater ist US-Amerikaner, ihre Mutter stammt aus Japan. Katsu verbrachte den größten Teil ihrer Jugend in der Nähe von Concord, Massachusetts, worauf sie ihr Interesse an der frühen amerikanischen Geschichte in ihren Romanen zurückführt. Sie besuchte die Brandeis University und schloss 1981 mit einem BA in literature and writing ab. Unter anderem studierte sie bei John Irving und der Kinderbuchautorin Margaret Rey. Bis 2004 studierte sie an der Johns Hopkins University und schloss mit einem MA in Fiction ab. Ebenfalls absolvierte sie die Squaw Valley writers workshops.
Katsu lebt in Washington, D.C. mit ihrem Ehemann, dem Musiker Bruce Katsu.

## Werk
Katsus Romane werden im Allgemeinen wegen der Qualität der Erzählung und der Fähigkeit, eine übernatürliche Szenerie auf unmittelbare und realistische Weise darzustellen, zitiert („makes the supernatural seem possible“ – Publishers Weekly und „renews a genre [...] tragedy without [...] the hyperbole of high romance“- Locus Magazine). The Taker, erster Roman einer Trilogie, spielt in der Vergangenheit, wird aber von einer Rahmenerzählung in der Gegenwart eingefasst.
Die Taker-Trilogie kann als eine weitere literarische Interpretation des Faust'schen Themas und als Paradebeispiel für das Erzählen von Geschichten innerhalb von Geschichten betrachtet werden. Die Bücher erzählen die Geschichte einer jungen Frau, die ewiges Leben erhalten hat, diesen Zustand jedoch als Bestrafung für böse Taten ansieht, die sie im Leben begangen hat, und zu denen sie jetzt bis zum Ende der Zeit zurückkehren muss.

## Veröffentlichungen

### Romane

#### Taker-Trilogie
- The Taker, Gallery Books, 2011, ISBN 978-1-4391-9705-9.
- The Reckoning, Gallery Books, 2012, ISBN 978-1-4516-5180-5.
- The Descent, Gallery Books, 2014, ISBN 978-1-4516-5182-9.

#### Einzelromane
- The Hunger, Transworld, 2018, ISBN 978-1-4735-4241-9.
  - deutsch als: The Hunger – die letzte Reise. Heyne, 2018, ISBN 978-3-453-31927-1.
- The Fervor Bantam, New York 2022, ISBN 978-0-593-32833-0.
  - deutsch als: Das Fieber. Festa, 2023, ISBN 978-3-9867604-2-7.
- The Deep, 2020
  - deutsch als: The Deep – Spuk auf der Titanic. Festa, Borsdorf 2024, ISBN 978-3-9867611-4-1.

### Kurzgeschichten
- The Witch Sisters, Melancholy Press, 2013
- The Marriage Price, 2012
- The Devil’s Scribe, Pocket Star, 2012
- Pipefitter’s Union, in: Enhanced Gravity. Paycock Press, ISBN 0-931181-20-8.

## Auszeichnungen
The Taker wurde von der Zeitschrift Booklist, der Veröffentlichung der American Library Association, als einer der zehn besten Debütromane des Jahres 2011 ausgezeichnet. Der zweite Roman, The Reckoning, wurde für mehrere Preisverleihungen zum Jahresende nominiert, darunter der Goodreads Readers Choice Award für die beste paranormale Fantasy und der RT Book Reviews Reviewers Choice Award für die beste paranormale Romanze.